# Karjala Cup 2019
Karjala Cup, tento hokejový reprezentační turnaj se odehrává každý rok 7.–10. listopadu, za účasti těchto hokejových reprezentací, České republiky, Finska, Švédska a Ruska. 

## Zápasy
| 7. listopadu 2019 17:30 | Rusko | 3:4 (1:0, 1:2, 1:2) | Finsko | Hartwall Arena, Helsinky Návštěvnost: 9 421 |  |

| Zpráva |

| 7. listopadu 2019 18:30 | Česko | 3:1 (0:0, 2:1, 1:0) | Švédsko | Tegera Arena, Leksand Návštěvnost: 5 078 |  |

| Zpráva |

| 9. listopadu 2019 12:30 | Švédsko | 4:5 SN (0:2, 1:1, 3:1 – 0:0 – 0:1) | Rusko | Hartwall Arena, Helsinky Návštěvnost: 3 252 |  |

| Zpráva |

| 9. listopadu 2019 16:30 | Finsko | 2:3 SN (0:0, 1:1, 1:1 – 0:0 – 0:1) | Česko | Hartwall Arena, Helsinky Návštěvnost: 12 150 |  |

| Zpráva |

| 10. listopadu 2019 12:30 | Česko | 3:0 (1:0, 0:0, 2:0) | Rusko | Hartwall Arena, Helsinky Návštěvnost: 2 207 |  |

| Zpráva |

| 10. listopadu 2019 16:30 | Finsko | 2:1 1:0, 1:1, 0:0 | Švédsko | Hartwall Arena, Helsinky Návštěvnost: 12 443 |  |

| Zpráva |

## Tabulka
| Poř. | Tým     | Z | V | VP | PP | P | VG | OG | B |
| ---- | ------- | - | - | -- | -- | - | -- | -- | - |
| 1.   | Česko   | 3 | 2 | 1  | 0  | 0 | 9  | 3  | 8 |
| 2.   | Finsko  | 3 | 2 | 0  | 1  | 0 | 8  | 7  | 7 |
| 3.   | Rusko   | 3 | 0 | 1  | 0  | 2 | 8  | 11 | 2 |
| 4.   | Švédsko | 3 | 0 | 0  | 1  | 2 | 6  | 10 | 1 |